# Empirical Labs Distressor
El Empirical Labs EL8 Distressor Compressor/Limiter es una unidad de compresión de audio diseñada por Dave Derr y vendida por primera vez en 1995. El nombre es una combinación de las palabras distorsión y compresor.
El Distressor fue incluido en el Salón de la Fama de la TECnología en 2016 y ha vendido aproximadamente 40 000 unidades. Universal Audio, Slate Digital y Softube realizan emulaciones de software del Distressor.

## Diseño
El Distressor es un compresor VCA analógico con una rodilla suave y un umbral fijo. Su relación, tiempos de ataque y liberación y ganancia de entrada y salida son todos variables. El dispositivo tiene opciones integradas para emulación de distorsión de tubo y cinta y filtrado de paso alto, así como una cadena lateral incorporada que permite que la señal comprimida (pero no la salida) sea pasada alta, aumentada a 6 kilohercios y/o vinculada a otra unidad para operar en estéreo. Cuando se establece en una relación de 10:1, ejecuta la señal a través de un circuito separado diseñado para emular un compresor óptico que utiliza fotorresistores. El modelo EL8-X viene con interruptores adicionales para «Image Link», que hace que un par estéreo vinculado de Distressors tenga una reducción de ganancia idéntica, y «British Mode», que emula una configuración específica en el 1176 Peak Limiter.

## Historia

### Dave Derr
Dave Derr creció en una «familia de ingenieros» y estudió música en la universidad. Pasó doce años tocando en una banda en Filadelfia después de graduarse y luego trabajó como técnico electrónico para una empresa médica. En 1986, dejó la empresa para trabajar como ingeniero en Eventide, donde ayudó a diseñar su unidad de efectos H3000. Dejó Eventide después de nueve años para trabajar en su estudio en Garfield (Nueva Jersey) y comenzó a diseñar el Distressor, inspirándose para hacer su propia unidad de compresión después de escuchar cuánto su limitador de pico 1176 y su amplificador nivelador LA-2A mejoraban los sonidos de sus pistas.

### Distressor
Derr vendió las primeras unidades Distressor en 1995 y fundó Empirical Labs en 1996. La unidad inicialmente se vendió mal, pero ganó fuerza después de obtener una crítica positiva en la revista Mix y ser utilizada por los ingenieros de sonido George Massenburg y Mutt Lange. También recibió críticas positivas en las revistas Sound on Sound y Tape Op, con la primera escribiendo que «si eres una de esas personas que creen que sólo la tecnología de válvulas puede ofrecer el verdadero sonido clásico, unos pocos minutos dedicados a utilizar el Distressor podrían hacerte reconsiderar tu posición» y el segundo llamándolo «lo mejor que le ha pasado a la compresión en los últimos veinte años». En 2003, Tape Op escribió que «en muchos estudios, el Distressor de Empirical Labs es una imagen (y un sonido) tan común como un amplificador de guitarra o una máquina de café».
En 2016, el Distressor fue incluido en el Salón de la Fama de la Tecnología. Se estima que en 2022 se vendieron 40 000 unidades. En 2018, Universal Audio lanzó una emulación digital del Distressor.

## Usos
Algunos usos notables del Distressor incluyen la voz en «This Love» de Maroon 5 y «Treat You Better» de Shawn Mendes, el bajo en «Fantasy» de Kali Uchis y Sky Blue Sky de Wilco, y la batería en Crawler de Idles. Los ingenieros de audio Michael Brauer, Joe Chiccarelli, Fabian Marasciullo y Robert Orton lo utilizan en paralelo en la batería. El productor F. Reid Shippen escribió que «no puedo vivir sin [el Distressor] en las guitarras eléctricas, punto». El propio Derr también lo usa en percusión, pandereta y piano de cola.